# ماس‌کانچه
ماس‌کانچه (به هلندی: Maaskantje) یک روستا در هلند است که در سینت-میخیلسخستل واقع شده‌است. ماس‌کانچه ۱٬۶۰۰ نفر جمعیت دارد.